# Közép-Afrika

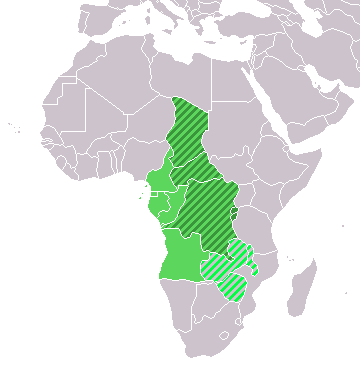

Közép-Afrika az afrikai kontinens központi régiója. Általában a következő országokat sorolják ide:
- Burundi
- Közép-afrikai Köztársaság
- Csád
- Kongói Demokratikus Köztársaság
- Ruanda

Az ENSZ földrajzi régiós felosztása alapján Közép-Afrika a Szaharától délre, Nyugat-Afrikától keletre, de a Nagy-hasadékvölgytől nyugatra terül el. A térséget a Kongó folyó és mellékfolyói dominálják, melyeknek vízgyűjtő területe az Amazonasé után a második legnagyobb a világon. Ennek megfelelően a következő 9 ország alkotja Közép-Afrikát:
- Angola
- Kamerun
- Közép-afrikai Köztársaság
- Csád
- Kongói Demokratikus Köztársaság
- Kongói Köztársaság
- Egyenlítői-Guinea
- Gabon
- São Tomé és Príncipe

A fenti országok (összesen 11) mind tagjai a Közép-afrikai Országok Gazdasági Közösségének.
A Közép-afrikai Föderáció (1953-1963) területét, melyet Malawi, Zambia és Zimbabwe alkotott, ma Dél- ill. Kelet-Afrikához sorolják. Lásd még: Brit Közép-Afrika (1891-1907)